# Василянский, Валентин Сергеевич
Валентин Сергеевич Василянский (1918 — 1991) — советский колхозник, тракторист. Участвовал в Великой Отечественной войне, последнее звание в Красной армии — сержант. После демобилизации работал в колхозе. Герой Социалистического Труда (1957).

## Биография
Валентин Василянский родился в 1918 году в селе Елизавето-Николаевка (теперь Амвросиевский район, Донецкая область). По национальности украинец. В 1939 году окончил Ясиноватский железнодорожный техникум, после чего начал работать машинистом паровоза Иловайского депо. Осенью того же года был призван в Красную армию
Принимал участие в Великой Отечественной войне с первых её дней.Служил шофёром артиллерийского снабжения, а в конце войны занял должность командира отделения тяги 31-й отдельной истребительно-противотанковой артиллерийской бригады. За годы войны получил три лёгких ранения. 
Демобилизовался в 1946 году в звании сержанта. После чего возвратился в Сталинскую область, где работал шофёром в совхозе «Металлист», затем работал в пригородном районе Одесской области механиком лесозащитной станции.
В 1954 году переехал в Казахстан для освоения целинных земель, стал начальником тракторной бригады № 9 Чингирлауской машинно-тракторной станции. В том же году его бригада подняла 4 тысячи гектаров новых земель. В 1956 году на территории колхоза «30 лет Казахстана» механизаторами бригады Василянского было собрано урожая по 12 центнеров зерна с гектара. 11 января 1957 года «за особо выдающиеся успехи, достигнутые в работе по освоению целинных и залежных земель, и получение высокого урожая» Валентину Сергеевичу было присвоено звание Героя Социалистического Труда.
В 1961 году начал работать слесарем машинно-тракторной мастерской Кзылкольского зерносовхоза.

## Награды
- Звание Герой Социалистического Труда (11 января 1957);

- Золота медаль «Серп и Молот» (11 января 1957 — № 6969);
- орден Ленина (11 января 1957 — № 299998);

- орден Красной Звезды (2 августа 1944)[1];
- медаль «За отвагу» (27 апреля 1945)[2];
- медаль «За боевые заслуги» (4 мая 1944)[3].